# Book Club – Das Beste kommt noch
Book Club – Das Beste kommt noch (Originaltitel: Book Club) ist eine US-amerikanische Filmkomödie aus dem Jahr 2018 von Regisseur Bill Holderman, die am 13. September 2018 in die deutschen Kinos kam. In den Hauptrollen sind Diane Keaton, Jane Fonda, Candice Bergen und Mary Steenburgen zu sehen. 2023 erschien die Fortsetzung Book Club – Ein neues Kapitel.

## Handlung
Vier Frauen um die 60 haben seit 30 Jahren ihren monatlichen Buchclub, wo sie sich mit vorgeschlagener Literatur befassen. Vivian, die ein Hotel besitzt, begegnet Arthur, dessen Heiratsantrag sie vor 40 Jahren abgelehnt hat. Sie beginnen einen Flirt, aber Vivian hat sich immer geweigert, sich niederzulassen, weil sie ihre Unabhängigkeit genießt. Diane ist seit einem Jahr verwitwet, und ihre Töchter möchten, dass sie zu ihnen nach Arizona kommt. Sharon ist eine Bundesrichterin, die sich vor 15 Jahren scheiden ließ. Carol ist glücklich verheiratet mit Bruce, der vor kurzem in den Ruhestand gegangen ist.
Eines Tages lesen sie Fifty Shades of Grey und sind teilweise vom Inhalt angetan. Während eines Fluges zu ihren Töchtern in Arizona lernt Diane Mitchell kennen. Die beiden gehen eine Beziehung ein, obwohl Diane zögert, weil ihr Ehemann vor einem Jahr gestorben ist. Vivian verbringt mehr Zeit mit Arthur, aber in ihrer Angst vor Verbindlichkeit hält sie ihn auf Distanz. Carol ist frustriert über die Weigerung ihres Mannes, Sex mit ihr zu haben, und als sie das Buch liest, merkt sie, dass ihnen etwas fehlt. Sharon eröffnet ein Online-Dating-Konto.
Sie lesen auch Fifty Shades Darker und Fifty Shades Freed und versuchen herauszufinden, wie sie ihre Probleme lösen können. Dianes Töchter setzen sie weiterhin unter Druck, nach Arizona zu ziehen, aber sie will ihre Freunde nicht verlassen. Sie schleicht weg, um Mitchell zu sehen, und als ihre Töchter sie nicht erreichen können, schicken sie die Polizei, um sie zu suchen. Nachdem sie sie bei Mitchell entdeckt haben, bestehen sie darauf, dass sie in eines ihrer Häuser einzieht, wodurch ihre Beziehung zu Mitchell beendet wird. Schließlich erzählt Diane ihren Töchtern, dass sie, obwohl sie älter ist, nicht überwacht werden muss. Sie packt ihre Sachen zusammen und geht zu Mitchell, wo sie ihre Beziehung wieder aufnehmen.
Arthur bittet Vivian, sich zu einer Beziehung zu verpflichten, und sie lehnt ab, obwohl Arthur versichert hat, dass er möchte, dass sie weiterhin unabhängig bleibt. Kurz nachdem Arthur zum Flughafen aufgebrochen ist, merkt Vivian, dass sie einen Fehler gemacht hat und versucht, ihm zu folgen, verpasst aber sein Flugzeug. Als sie in ihr Hotel zurückkehrt, wartet Arthur auf sie und sie nehmen ihre Beziehung wieder auf.
Carol, die frustriert ist, dass Bruce sich weigert, Sex mit ihr zu haben, versucht auf verschiedene Weise, ihn zu verführen, aber er merkt es nicht. Schließlich versetzt sie sein Bier mit Viagra. Er wird wütend, weil das nicht das Problem sei, gibt aber zu, dass er gestresst ist, weil er in Rente ist und nicht weiß, was er mit sich selbst anfangen soll. Sie versöhnen sich, nachdem sie zusammen in einer Talentshow getanzt haben.
Nach ein paar Treffen mit Männern, die sie online trifft, entscheidet Sharon, dass es nichts für sie ist. Sie hält eine Rede auf der Verlobungsfeier ihres Sohnes, auf der sie feststellt, dass alle Menschen es verdienen, verliebt und glücklich zu sein. Sie eröffnet ihr Online-Dating-Konto erneut in der Hoffnung, doch noch jemanden zu finden.

## Kritik
„Ein unausgewogen zwischen romantischer Komödie und derben Späßen schwankender Erstlingsfilm, der nur durch die vier Hauptdarstellerinnen gelegentlich an Reiz gewinnt.“

## Besetzung und Synchronisation
Die deutschsprachige Synchronisation entstand nach einem Dialogbuch und unter der Dialogregie von Nana Spier durch die Synchronfirma Scalamedia in Berlin.
| Rolle     | Schauspieler       | Synchronsprecher   |
| --------- | ------------------ | ------------------ |
| Diane     | Diane Keaton       | Traudel Haas       |
| Vivian    | Jane Fonda         | Judy Winter        |
| Sharon    | Candice Bergen     | Isabella Grothe    |
| Carol     | Mary Steenburgen   | Cornelia Meinhardt |
| Mitchell  | Andy García        | Stephan Schwartz   |
| Arthur    | Don Johnson        | Reent Reins        |
| Tom       | Ed Begley junior   | Helmut Gauß        |
| George    | Richard Dreyfuss   | Kaspar Eichel      |
| Dr. Derek | Wallace Shawn      | Michael Pan        |
| Bruce     | Craig T. Nelson    | Axel Lutter        |
| Jill      | Alicia Silverstone | Solveig Duda       |
| Adrianne  | Katie Aselton      | Sonja Spuhl        |
| Cheryl    | Mircea Monroe      | Giuliana Jakobeit  |
| Chris     | Tommy Dewey        | Peter Lontzek      |